# Umělecký sloh
Umělecký sloh je určitá jednotná podoba společná pro různé oblasti umění a životního stylu charakteristická pro určité historické období.
Klasické slohy rozlišované v dějinách umění evropského západu do 19. století jsou:
- románský sloh
- gotika
- renesance
- baroko
- rokoko
- klasicismus

V 19. století se ještě objevují poměrně univerzálně se uplatňující slohy:
- empír
- biedermeier
- historismus
- secese

Jiné umělecké tendence (romantismus, realismus, impresionismus) již nemají takové všeobecné uplatnění ve všech oblastech umění a širší vliv na životní styl. Označují se proto častěji za umělecké směry, případně (dle časté koncovky) za „ismy“ a jsou charakteristické i pro moderní umění. Rozlišení výrazů umělecký sloh a umělecký směr však, zvláště pro 19. století, není pevně dané.